# Ткаченко, Павел Дмитриевич (хоккеист)
Павел Дмитриевич Ткаченко (род. Рубцовск) — российский хоккеист, нападающий московского «Спартака» и воскресенского «Химика». Мастер спорта России (2024).

## Карьера
Начал свою профессиональную карьеру в команде «Сибирские снайперы» из Молодёжной Хоккейной Лиги (МХЛ).
21 сентября 2013 года забросил свою первую шайбу в МХЛ в ворота ХК «Челны».
В сезоне 2016/17 в основном составе новосибирской «Сибири» дебютировал в Континентальной Хоккейной Лиге (КХЛ) в матче с ХК СКА (Санкт-Петербург) 18 октября 2016 года.
Свою первую шайбу в КХЛ забил в ворота ХК «Витязь» (Подольск) 30 сентября 2018 года. В сезоне 2019/20 играл только в фарм-клубе «Сибири» новокузнецком «Металлурге».
1 сентября 2021 года подписал двусторонний контракт с воскресенским «Химиком». За ХК «Спартак» (Москва) дебютировал 10 сентября 2022 года в мачте с магнитогорским «Металлургом».

## Статистика
*- сезон не окончен